# Chromogobius britoi
Chromogobius britoi — вид бичків (Gobiidae), що мешкає в Східній Атлантиці біля берегів Канарських островів і Мадейри на глибині 6-65 м. Сягає довжини 3,4 см. Мінімальний час подвоєння популяції до 15 місяців. Філогенетичний індекс різноманітності PD50 = 0,6250.